# Mezoregion Sudoeste de Mato Grosso do Sul

Mezoregion Sudoeste de Mato Grosso do Sul

Mezoregion Sudoeste de Mato Grosso do Sul – mezoregion w brazylijskim stanie Mato Grosso do Sul, skupia 38 gmin zgrupowanych w trzech mikroregionach. 

## Mikroregiony
- Bodoquena
- Dourados
- Iguatemi